# ولوو سری ۷۰۰

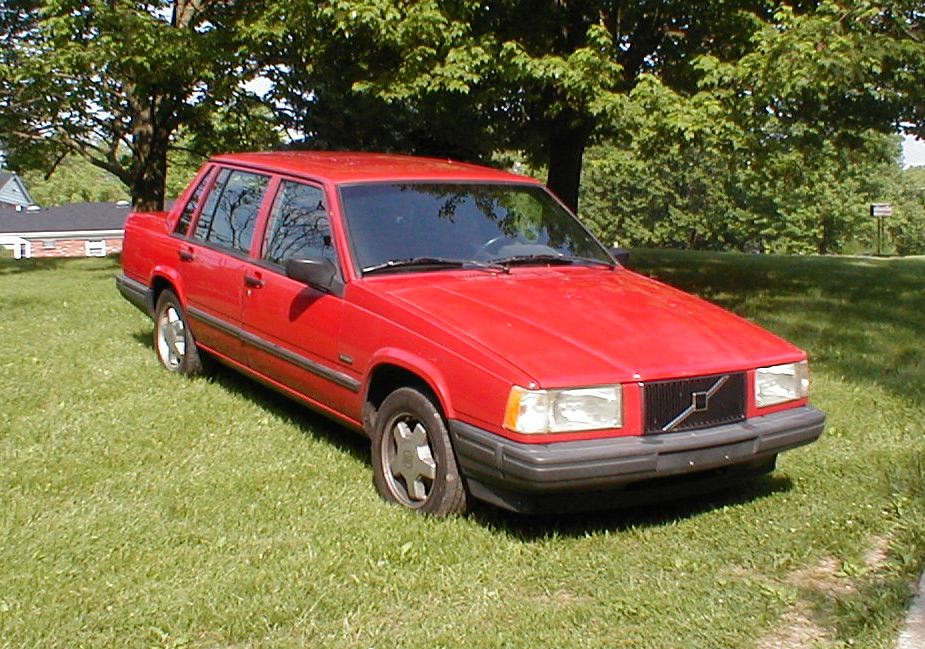

ولوو سری ۷۰۰ و ۹۰۰ (Volvo ۷۰۰ & ۹۰۰ Series) یک سری خودرو است که در سال‌های ۱۹۸۲ تا ۱۹۹۸ توسط شرکت ولوو تولید شده‌است. طراحی آن خودروهای موتور جلو-محور عقب بوده است. 